# Marché de Bakaara

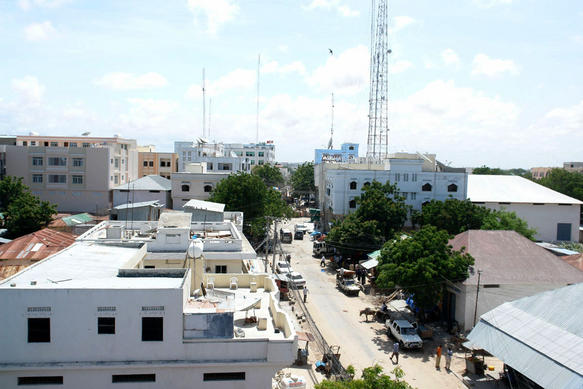
Le marché de Bakaara, au centre de Mogadiscio.

Le marché de Bakaara (en somali : Suuqa Bakaaraha) est un marché de Mogadiscio, en Somalie, le plus grand du pays.
Le marché est créé vers la fin 1972 pendant la présidence de Siad Barre. Il est destiné à l'origine à la vente de produits alimentaires de base (maïs, sorgho, haricots, sésame, blé et riz), de pétrole et de médicaments.  
Au début de la guerre civile en Somalie, le contrôle du marché tombe dans les mains de milices. En 1993, le marché est le lieu de la bataille de Mogadiscio au cours de laquelle deux hélicoptères américains sont abattus. 
Au moment de la guerre civile le marché devient un lieu pour la vente d'armes et le reste pendant plusieurs années. 